# أكيرا إيشيدا
أكيرا إيشيدا (石田彰 إيشيدا أكيرا) هو ممثل ياباني ولد في 2 نوفمبر 1967 في نيشّين, آيتشي.

## أدواره في الأنمي

### مسلسلات أنمي تلفزيونية
- البدلة المتنقلة جاندام سيد - أثرن زالا
- البدلة المتنقلة جاندام سيد ديستني - أثرن زالا
- ناروتو - غارا
- ناروتو شيبودن - غارا
- روك لي وأصدقائه النينجا - غارا
- غينسومادين سايوكي - تشو هاكاي
- سايوكي RELOAD - تشو هاكاي
- سايوكي RELOAD GUNLOCK - تشو هاكاي
- سايوكي RELOAD BLAST - تشو هاكاي
- نيون جينيسيس إيفانجيليون - كاورو ناغيسا
- كرونو كروسيد - كرونو
- سلايرز نكست - زيلوس
- سلايرز تراي - زيلوس
- سلايرز ريفولوشن - زيلوس
- سلايرز إيفولوشن-آر - زيلوس
- كابتن ماجد J - ياسين
- كابتن ماجد: الطريق إلى 2002 - مجد
- الرقيب كيرورو - 623/سابورو
- بلود+ - جويل غولدسميث
- غينتاما - كوتارو كاتسورا
- غينتاما’ - كوتارو كاتسورا
- غينتاما゜ - كوتارو كاتسورا
- غينتاما. - كوتارو كاتسورا
- أمير التنس - هاجيمي ميزوكي
- غنشيكن - مانابو كوتشيكي
- نانا - شينيتشي أوكازاكي
- المعلم الساحر نيغيما! - فيت أفيرنكس
- ماين ليب - ناوجي
- ماين ليب wieder - ناوجي
- غاش بيل الذهبي - وونري
- دي إن إنجل - ساتوشي هيواتاري
- بيرسيرك - جودو
- ساموراي ديبر كيو - ساروتوبي ساسكي
- يوغي GX - أستر فينيكس
- كاشرن سينز - روت، مارغو
- أبطال الديجيتال الجزء الأول - شهاب
- أبطال الديجيتال الجزء الثاني - شهاب
- ديجيمون غوست غيم - كيوشيرو هيغاشيميتاراي
- سبايرال - آيز روذرفورد
- باندورا هارتس - زيركسيس بريك
- برج درواغا 〜the Aegis of URUK〜 - كالي
- برج درواغا 〜the Sword of URUK〜 - كالي
- أسطول الزجاج - فيتي
- شوغو كارا! - تسوكاسا أماكاوا
- شوغو كارا!! دوكي - تسوكاسا أماكاوا
- فاينل فانتسي: أنليميتد - ماكينشي
- أمناء المكتبة المقاتلون: كتاب بانتورا - موكانيا فلور
- جنود السايبورغ - أبولو
- كيكايشي - توشيهيكو تسوكيجيغاوكا
- Angel Beats! - الشاب الغامض
- سنغوكو باسارا تو - تاكيناكا هانبي
- حفيد نوراريهيون - تامازوكي
- ستار درايفر - ريجي ميابي/هيد
- هاكوؤكي: الدم الأزرق - ماساكي توكيشيغي
- ندوة فيزيولوجيا الانحراف - كوموغي موساشي
- بنغويندرام - كيجو تابوكي
- فيت/زيرو - ريونوسكي أوريو
- يوميات المستقبل - آرو أكيسي
- بن تو - مضرب هرقل
- من أجل البقاء - هاني
- ماغي: The Labyrinth of Magic - يونان
- ماغي: The Kingdom of Magic - يونان
- ماغي: مغامرات سندباد - يونان
- فايري تايل - زيريف
- أسطورة أراتا - هاروناوا
- دانغانرونبا ذي أنيميشن - بياكويا توغامي
- دانغانرونبا 3: نهاية أكاديمية قمة الأمل - بياكويا توغامي، بطل الثانوية في الاحتيال
- إيليمينتال جيليد - كو
- آوتلو ستار - ياسي
- تيلز أوف إيتيرنيا ذي أنيميشن - ريد هيرشيل
- كيوسوغيغا - إيناري
- الخيانة تعرف إسمي - كاناتا واكاميا/ريغا غيو
- الوحوش الطفيلية: ثوابت النجاة - هيديو شيمادا
- كايتو جوكر - فيريديان
- نادي ثانوية الوسيمين للدفاع عن الأرض LOVE! - كازوتاكي تشيكو
- نادي ثانوية الوسيمين للدفاع عن الأرض LOVE!LOVE! - تومارو توكيوا
- معرض الفن المزيف - هيروتو
- وورلد بريك السيف المقدس - آندو سوروغا
- جبهة حاجز الدم - فيمت
- تيرافورمارز - جوزيف جي نيوتن
- تيرافورمارز ريفنج - جوزيف جي نيوتن
- بياض الثلج ذات الشعر الأحمر - إيزانا ويستاليا كلارينيس
- أبطال الزهور الستة - تغرنيو
- لانس آند ماسكس - شين هانابوسا
- شوا غينروكو راكوغو شينجو - ياكومو يوراكوتي الثامن/كيكوهيكو
- شوا غينروكو راكوغو شينجو: عودة سكيروكو - ياكومو يوراكوتي الثامن
- أنا ساكاموتو - يوشينوبو كوبوتا
- ون بيس - كافنديش
- أسد مارس - توجي سويا
- ديمنشن دبليو - ألبرت شومان
- بوكيمون - فالكنر
- دريفترز - ميناموتو نو يوشيتسوني
- سايكو-باس - شوسي كاغاري
- سايكو-باس 2 - شوسي كاغاري
- كيوس;هيد - فوميو تاكاشينا
- كيوس;تشايلد - فوميو تاكاشينا
- تشين كرونيكل: نور هيكسيتاس - يوري
- رحلة العجائب 24 - هاتوري هانزو
- سول هنتر - شينكوهيو
- عروس الساحر - ويل أو ويسب
- شوكوغكي نو سوما: الطبق الثالث - إيشي تسوكاسا
- المدير الأوسط تونيغاوا - أوغينو
- شينيا! تينساي باكابون - ريريري نو أوجيسان
- موب سايكو 100 II - كيجي موغامي
- بوبتيبيبيك - بيبيمي (الحلقة 13B التنين)
- بونغو ستراي دوغز - فيودور دي
- الأقوى في العالم من خلال مهنة شائعة - يوكيتوشي شيميزو
- دكتور ستون - هيوغا
- دكتور ستون STONE WARS - هيوغا
- الخلايا تعمل! - خلية سرطانية
- الخلايا تعمل!! - خلية سرطانية
- طوكيو ريفينجرز - تشيفويو ماتسونو
- الخطايا السبع المميتة: غضب الملوك - لودوسييل
- الخطايا السبع المميتة: قضاء الغضب - لودوسييل
- كاكيغوروي xx - رين أوبامي
- وورلد تريغر - كازوأكي أوجي
- سيف قاتل الشياطين: قطار اللانهاية - آكازا
- المحقق كونان - أشيرو (سلسلة جرائم/جرائم قتل على السفينة الضخمة)

### أوفا أنمي
- أمير التنس: البطولة المحلية - هاجيمي ميزوكي
- المعلم الساحر نيغيما!: عالم آخر - فيت أفيرنكس
- سينت سيا: ذا لوست كانفاس - فيرغو أسميتا

### أفلام أنمي
- إيفانجيليون: الموت والبعث - كاورو ناغيسا
- نهاية إيفانجيليون - كاورو ناغيسا
- إيفانجيليون: 1.0 أنت (لست) وحيداً - كاورو ناغيسا
- إيفانجيليون: 2.0 أنت (لا) تستطيع التقدم - كاورو ناغيسا
- إيفانجيليون: 3.0 أنت (لا) تستطيع الإعادة - كاورو ناغيسا
- فيلم بليتش: ذا داياموند داست ريبيليون, هيورينمارو آخر - سوجيرو كوساكا
- فيلم ناروتو شيبودن: إرادة النار - غارا
- سلسلة أفلام بيرسونا 3 ذا موفي
  - بيرسونا 3 ذا موفي: 1 سبرنغ أوف بيرث - ماكوتو يوكي، فاروس
  - بيرسونا 3 ذا موفي: 2 حلم فارس منتصف الصيف - ماكوتو يوكي
  - بيرسونا 3 ذا موفي: 3 فلينغ داون - ماكوتو يوكي
  - بيرسونا 3 ذا موفي: 4 ونتير ريبريث - ماكوتو يوكي
- فيلم غينتاما: الترجمة الجديدة, فصل بينيزاكورا - كوتارو كاتسورا
- فيلم غينتاما: الخاتمة, يوروزويا للأبد - كوتارو كاتسورا
- غينتاما ذا فاينل - كوتارو كاتسورا
- بونغو ستراي دوغز DEAD APPLE - فيودور دي
- باتمان النينجا - ريد هود
- قاتل الشياطين الفيلم: قطار اللانهاية - آكازا
- ون بيس ستامبيد - كافنديش
- الخلايا تعمل!: عودة العدو الأقوى. صخب في «أحشاء» الجسد - خلية سرطانية

## أدواره في ألعاب الفيديو
- بيرسونا 3 - البطل، فاروس، ريوجي موتشيزوكي
- بيرسونا 3 فيس - البطل، فاروس، ريوجي موتشيزوكي
- بيرسونا 3 بورتبل - البطل، فاروس، ريوجي موتشيزوكي
- بيرسونا Q شادو أوف ذا لابيرينث - بطل بيرسونا 3
- بيرسونا 3 دانسينغ إن مونلايت - ماكوتو يوكي
- ديسيديا: فاينل فانتسي - كوجا
- ديسيديا 012: فاينل فانتسي - كوجا
- ديسيديا: فاينل فانتسي NT - كوجا
- سلسلة كينغدوم هارتس
  - كينغدوم هارتس 358/2 دايز - زيكسيون
  - كينغدوم هارتس 3D: دريم دروب ديستانس - ينزو
- سلسلة ألعاب سوبر روبوت وورز - أثرن زالا
- تيلز أوف إيتيرنيا - ريد هيرشيل
- دانغانرونبا: تريغر هابي هافوك - بياكويا توغامي
- دانغانرونبا 2: غودباي ديسبير - بياكويا توغامي
- دانغانرونبا أناذر إيبيسود: ألترا ديسبير غيرلز - بياكويا توغامي
- جوجوز بيزار أدفنتشر: أول ستار باتل - فينيغار دوبيو
- ناروتو: ألتيميت نينجا - غارا
- ناروتو: باورفل شيبودن - غارا
- ناروتو شيبودن: ألتيميت نينجا ستورم ريفولوشن - غارا
- ناروتو شيبودن: ألتيميت نينجا ستورم 4 - غارا
- سايكو-باس: مانداتوري هابينيس - شوسي كاغاري
- ديمون سلاير: كيميتسو نو يايبا: ذا هينوكامي كرونيكلز - آكازا

## أدواره في الدبلجة اليابانية
- هاري بوتر وحجرة الأسرار - توم مارفولو ريدل
- ماي ليتل بوني: فرندشيب إز ماجيك - سنيلز
- سبايدرمان المذهل 2 - هاري أوزبورن/غرين غوبلين
- فريق الوحوش - رودي هولوران

## وصلات خارجية
- أكيرا إيشيدا على موقع IMDb (الإنجليزية)
- أكيرا إيشيدا على موقع ميوزك برينز (الإنجليزية)
- أكيرا إيشيدا على موقع أول موفي (الإنجليزية)
- أكيرا إيشيدا على موقع ديسكوغز (الإنجليزية)
- أكيرا إيشيدا على موقع قاعدة بيانات الفيلم (الإنجليزية)
- أكيرا إيشيدا على موقع ANN person (الإنجليزية)
- صفحة IMDb